# Tamburmajor

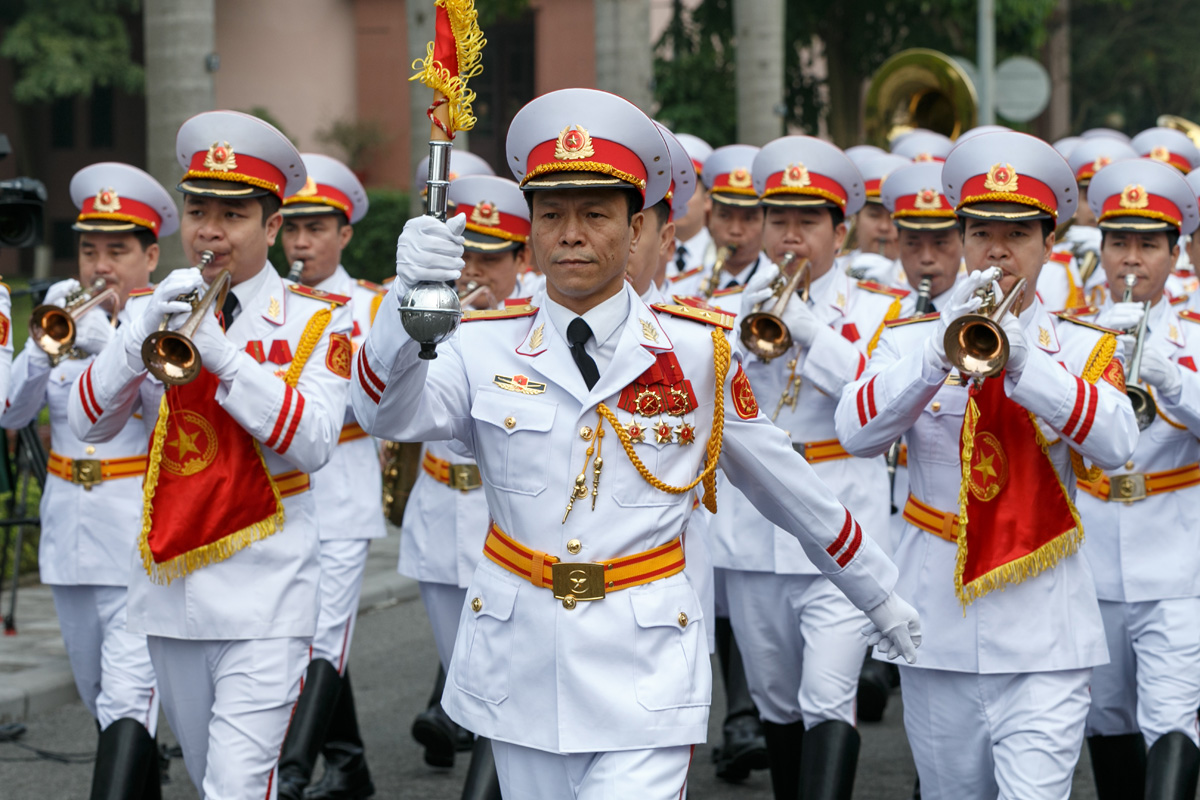
Tamburmajor i Vietnam 2005.

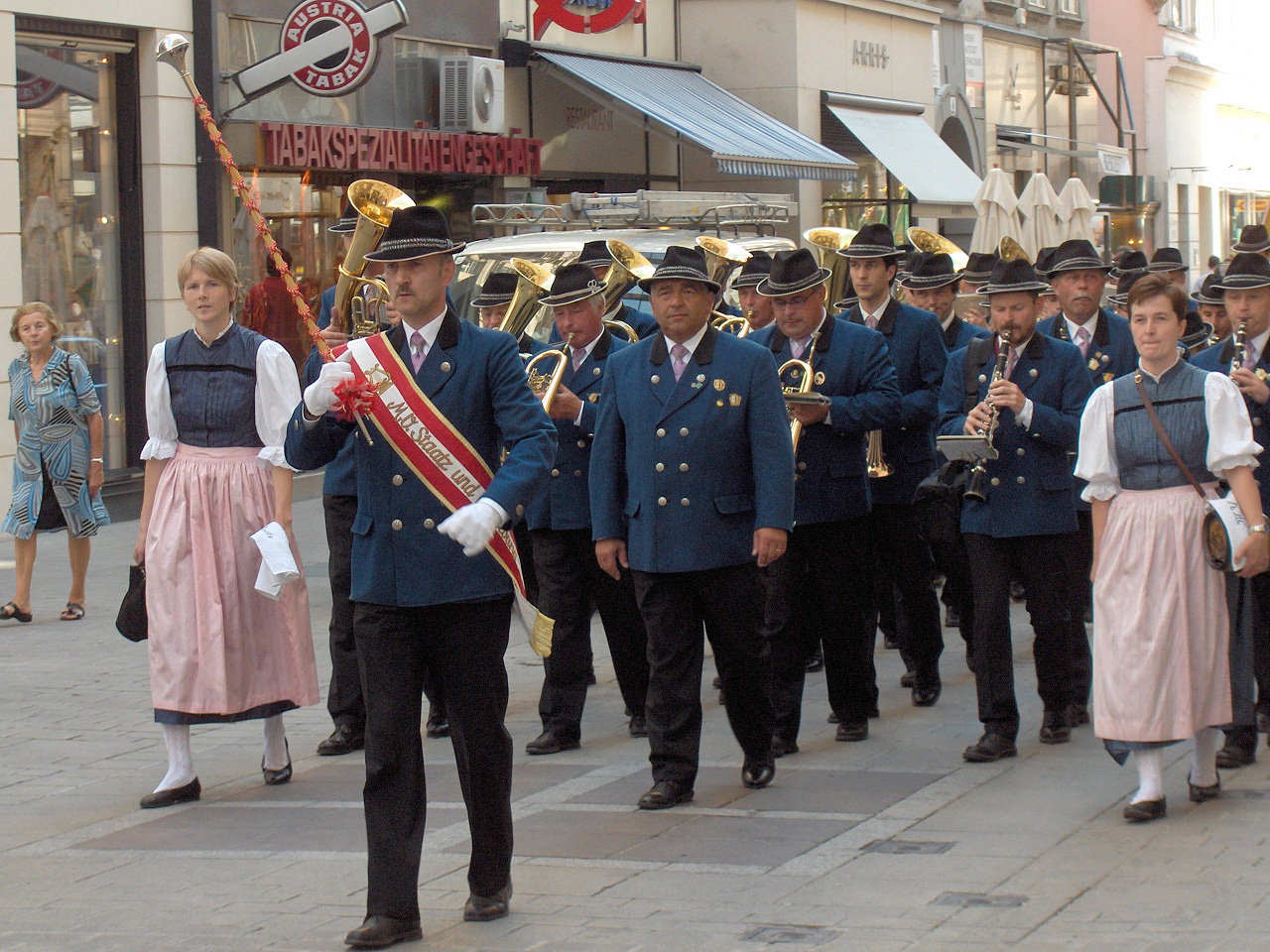
Tamburmajor för musikkår i Wien

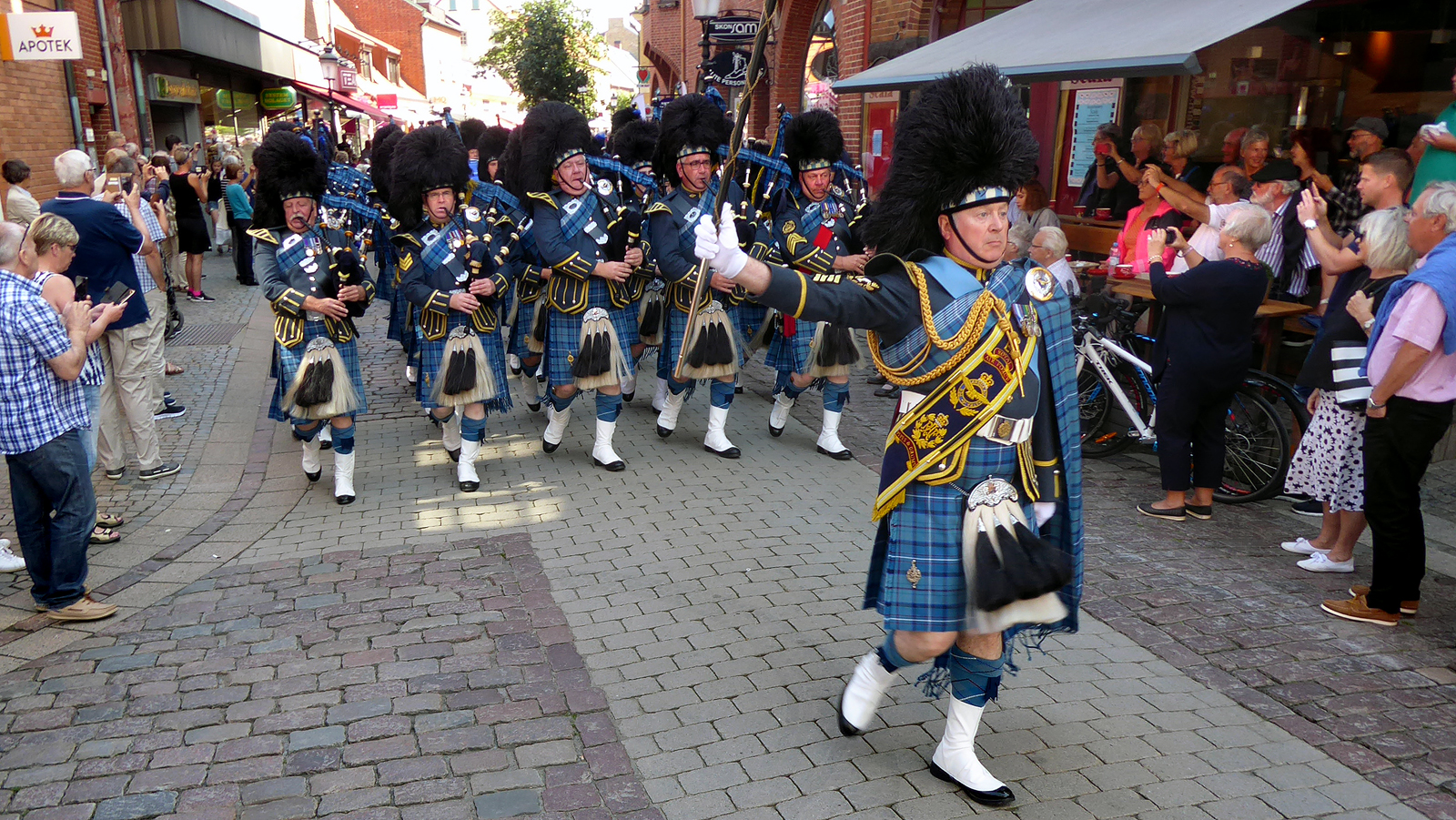
En tamburmajor i täten för en Skotsk musikkår i Ystad 2017.

Tamburmajor (tambour-major),  "övertrumslagare" eller "stavförare" är en benämning på en person som med en stav anför en musikkår i marschformation. Den egentliga benämningen inom svenska försvaret är taktofficer och rollen kallas inom armén för regementstrumslagare, inom flygvapnet för flottiljtrumslagare, i flottan för flaggtrumslagare och i hemvärnet för hemvärnstrumslagare.
Trumma heter på franska "tambour" och en regementstrumslagare "tambour-major".  
Tamburmajor är även en skämtsam benämning på rockvaktmästaren på en restaurang. Tamburmajor kallas också en fristående rockhängare.